# Rosières-aux-Salines
Rosières-aux-Salines ist eine französische Gemeinde mit 2.814 Einwohnern (Stand: 1. Januar 2022) im Département Meurthe-et-Moselle in der Region Grand Est (bis 2015 Lothringen). Sie gehört zum Arrondissement Nancy und zum Kanton Lunéville-2. 

## Geografie
Rosières-aux-Salines liegt am Fluss Meurthe und etwa 15 Kilometer südöstlich von Nancy. Umgeben wird Rosières-aux-Salines von den Nachbargemeinden Varangéville im Norden, Dombasle-sur-Meurthe im Nordosten, Hudiviller im Osten, Anthelupt im Osten und Südosten, Damelevières im Südosten, Vigneulles und Saffais im Süden, Ferrières im Südwesten, Coyviller im Westen sowie Saint-Nicolas-de-Port im Nordwesten.
Durch die Gemeinde führt die Autoroute A33. 

## Geschichte
Seit dem 12. Jahrhundert wurde in der Ortschaft in einer Saline Salz gewonnen. Ab dem 18. Jahrhundert war dieser Wirtschaftszweig nicht mehr rentabel.

### Bevölkerungsentwicklung
| Jahr      | 1962 | 1968 | 1975 | 1982 | 1990 | 1999 | 2006 | 2019 |
| Einwohner | 2550 | 2584 | 2604 | 2830 | 2946 | 2839 | 2817 | 2870 |

## Sehenswürdigkeiten
- Ruinen der alten Burg aus dem 12. Jahrhundert
- Kirche Saint-Pierre, Monument historique, 1745 erbaut
- Ruinen der Kapelle der Hospitaliter aus dem 14. Jahrhundert
- Reste des früheren Konvents aus dem 17. Jahrhundert
- Schloss Saint-Urbain, Anfang des 15. Jahrhunderts erbaut, restauriert im 19. Jahrhundert mit Umgestaltungen
- Schloss Brun
- Hospiz Sainte-Odile, ursprünglich aus dem 18. Jahrhundert
- Altes Rathaus, Ende des 16. Jahrhunderts erbaut, heutiges Rathaus aus dem 18. Jahrhundert
- Riesenfontäne Saint-Pierre aus dem Jahre 1752
- historischer Ortskern mit Gebäuden aus dem 15.–17. Jahrhundert, Fassaden aus dem 17. und 18. Jahrhundert

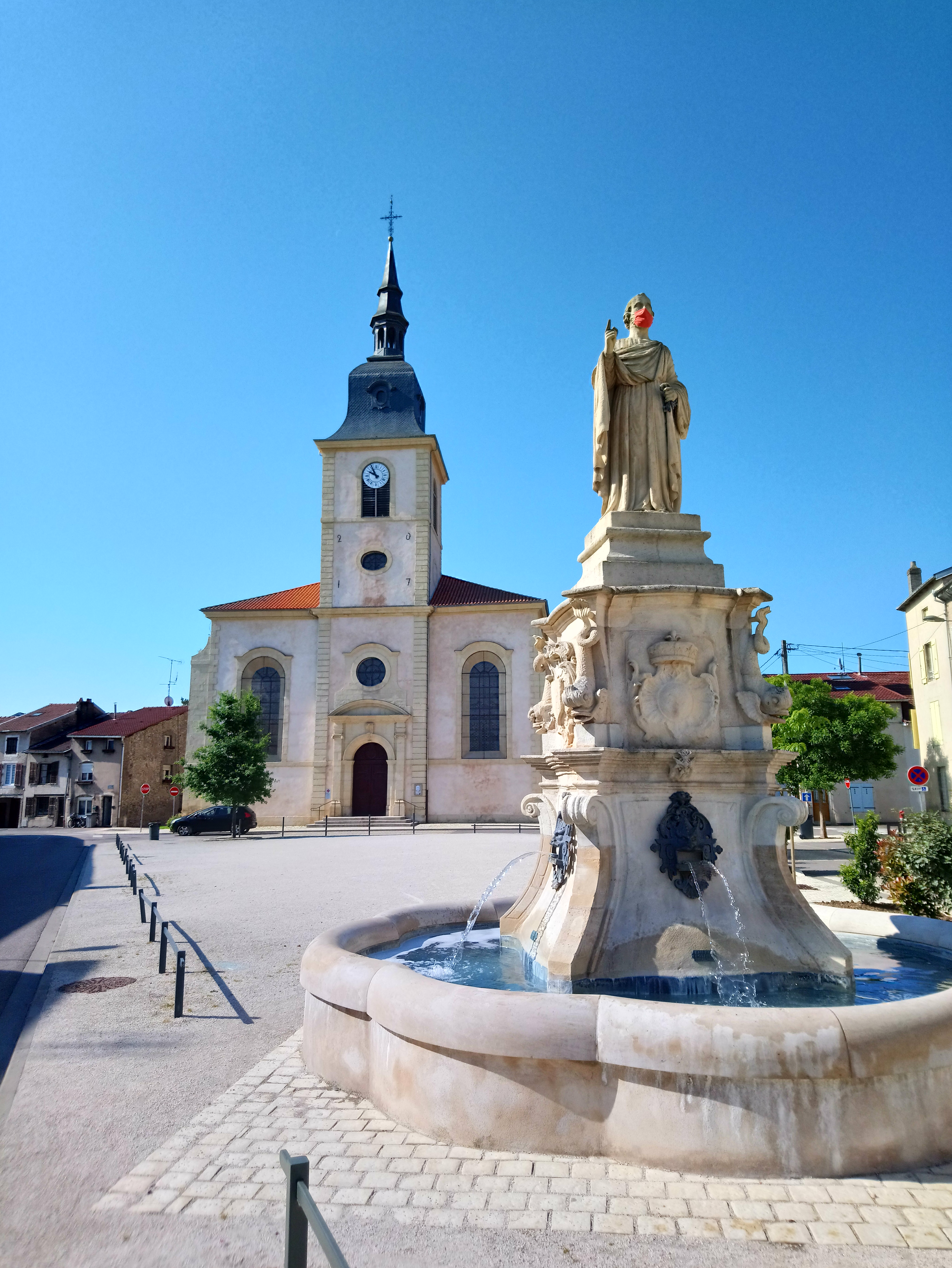
Kirche und Fontäne Saint-Pierre

## Persönlichkeiten
- Marc-Antoine Parseval (1755–1836), Mathematiker

## Gemeindepartnerschaft
Mit der Schweizer Gemeinde La Sagne im Kanton Neuenburg besteht eine Partnerschaft.